# IC 3829
IC 3829 ist eine Spiralgalaxie vom Hubble-Typ Sbc im Sternbild Wasserschlange am Südsternhimmel. Sie ist schätzungsweise 120 Millionen Lichtjahre von der Milchstraße entfernt.
Das Objekt wurde am 31. Januar 1898 von Lewis Swift entdeckt. Es wird allgemein angenommen, dass PGC 43642 die richtige Identifizierung ist, aber es ist fast genauso wahrscheinlich, dass PGC 43558 die von Swift beobachtete Galaxie war.